# Уишан
Уишан (на китайски: 武夷山 или Wǔyíshān) е планина в югоизточен Китай, на границата на провинциите Фудзиен и Дзянси.
Уишан е сравнително слабо засегнат от хората образец на китайските субтропични гори и южнокитайските дъждовни гори и е областта с най-голямо биоразнообразие в югоизточен Китай. Там е разположена живописната клисура на Реката на деветте завоя, около която се намират множество храмове и манастири, повечето днес полуразрушени, които в XI век изиграват важна роля в създаването и разпространението на неоконфуцианството. В планината са запазени и други археологически обекти, като гробници и скални жилища от династията Шан, десетки даоистки храмове и манастири и Ченцун, една от столиците на династията Хан.
През 1999 година основната част от планината с площ над 1000 квадратни километра е включена в Списъка на световното наследство на ЮНЕСКО.